# Liste des comtesses et duchesses de Longueville
Cet article présente la liste des comtesses puis duchesses de Longueville. Le comté puis duché de Longueville tient son nom de la ville de Longueville-sur-Scie, actuellement dans le département de Seine-Maritime. Il fut donné à Jean de Dunois, fils illégitime de Louis Ier d'Orléans et de Mariette d'Enghien, fondateur de la Maison d'Orléans-Longueville, et époux de Marie d'Harcourt, héritière des biens de ses parents. Le duché non successible en ligne féminine s'éteint en 1694.

## Famille de Marigny (1305-1314)
| Nom (dates)            | Époux                                     | Titres                                | Éléments biographiques                                                                         |
| ---------------------- | ----------------------------------------- | ------------------------------------- | ---------------------------------------------------------------------------------------------- |
| Alips de Mons (?-1315) | - Enguerrand de Marigny (mariage en 1300) | - Comtesse de Longueville (1305-1314) | - Mère d'Isabelle de Marigny, d'Alips de Marigny, de Raoul de Marigny et de Thomas de Marigny. |

## Maison capétienne d'Évreux-Navarre (1319-1363)
| Portrait | Nom (dates)                      | Époux                                                                       | Titres | Éléments biographiques | Armoiries |
| -------- | -------------------------------- | --------------------------------------------------------------------------- | --- | --- | --------- |
|          | Jeanne II de Navarre (1311-1349) | - Philippe III de Navarre (mariage en 1318)                                 | - Comtesse d'Évreux et de Longueville (1319-1343) - Reine de Navarre (de plein droit, 1328-1349) - Comtesse d'Angoulême et de Mortain (1336-1343)                                                                              | - Princesse capétienne. Fille de Louis X de France et de Marguerite de Bourgogne. - Mère de Jeanne de Navarre, de Marie de Navarre, de Blanche de Navarre, de Charles II de Navarre, d'Agnès de Navarre, de Philippe de Navarre, de Jeanne de Navarre et de Louis de Navarre. |           |
|          | Yolande de Flandre (1326-1395)   | - Henri IV de Bar (mariage en 1338) - Philippe de Navarre (mariage en 1353) | - Dame de Cassel, de Dunkerque, de Gravelines, de Bourbourg, de Bergues et de Nieuport (de plein droit, 1332-1395) - Comtesse de Bar (1338-1344) - Régente de Bar (1344-1349, 1356-1359) - Comtesse de Longueville (1353-1363) | - Princesse de la Maison de Dampierre. Fille de Robert de Cassel et de Jeanne de Bretagne. - Mère d'Édouard II de Bar et de Robert Ier de Bar. |           |

## Famille du Guesclin (1364-1400/1403)
| Nom (dates)                        | Époux                                                                         | Titres                                                                           | Éléments biographiques |
| ---------------------------------- | ----------------------------------------------------------------------------- | -------------------------------------------------------------------------------- | --- |
| Tiphaine Raguenel (1335-1373)      | - Bertrand du Guesclin (mariage en 1363)                                      | - Comtesse de Longueville (1364-1373)                                            | - Princesse de la Famille Raguenel. Fille de Robin III Raguenel et de Jeanne de Dinan.                                                    |
| Jeanne de Laval-Tinténiac (?-1437) | - Bertrand du Guesclin (mariage en 1374) - Guy XII de Laval (mariage en 1384) | - Comtesse de Longueville (1374-1380) - Baronne de Laval et de Vitré (1384-1412) | - Princesse de la Maison de Laval. Fille de Jean de Laval-Châtillon et d'Isabeau de Tinténiac. - Mère de Guy de Laval et d'Anne de Laval. |

## Maison d'Orléans-Longueville (1443-1694)

### Comtesses de Longueville (1443-1505)
| Nom (dates)                 | Époux                                                  | Titres | Éléments biographiques | Armoiries |
| --------------------------- | ------------------------------------------------------ | --- | --- | --------- |
| Marie d'Harcourt (?-1464)   | - Jean de Dunois (mariage en 1439)                     | - Dame de Parthenay (de plein droit, 1439-1464) - Comtesse de Dunois (1439-1464) - Comtesse de Longueville (1443-1464) | - Princesse de la Maison d'Harcourt. Fille de Jacques II d'Harcourt et de Marguerite de Melun. - Mère de François Ier d'Orléans-Longueville.                               |           |
| Agnès de Savoie (1445-1508) | - François Ier d'Orléans-Longueville (mariage en 1466) | - Comtesse de Dunois et de Longueville (1468-1491) - Comtesse de Tancarville (1488-1491)                               | - Princesse de la Maison de Savoie. Fille de Louis Ier de Savoie et d'Anne de Lusignan. - Mère de François II d'Orléans-Longueville et de Louis Ier d'Orléans-Longueville. |           |

### Duchesses de Longueville (1505-1694)
| Portrait | Nom (dates)                                 | Époux | Titres | Éléments biographiques | Armoiries |
| -------- | ------------------------------------------- | --- | --- | --- | --------- |
|          | Françoise d'Alençon (1490-1550)             | - François II d'Orléans-Longueville (mariage en 1505) - Charles IV de Bourbon (mariage en 1513)                                 | - Duchesse de Longueville, comtesse de Dunois et de Tancarville (1505-1512) - Comtesse (1513-1514) puis duchesse (1514-1536) de Vendôme | - Princesse de la Maison de Valois-Alençon. Fille de René d'Alençon et de Marguerite de Lorraine-Vaudémont. - Mère de Marie de Bourbon-Vendôme, de Marguerite de Bourbon-Vendôme, d'Antoine de Bourbon, de François de Bourbon, de Charles de Bourbon, de Jean de Bourbon et de Louis Ier de Bourbon-Condé. |           |
|          | Jeanne de Hochberg (1485/87-1543)           | - Louis Ier d'Orléans-Longueville (mariage en 1504)                                                                             | - Comtesse de Neuchâtel (de plein droit, 1503-1543) - Duchesse de Longueville, comtesse de Dunois et de Tancarville (1512-1516) | - Princesse de la Maison de Zähringen. Fille de Philippe de Hochberg et de Marie de Savoie. - Mère de Louis II d'Orléans-Longueville et de François d'Orléans-Longueville. |           |
|          | Marie de Guise (1515-1560)                  | - Louis II d'Orléans-Longueville (mariage en 1534) - Jacques V d'Écosse (mariage en 1538)                                       | - Duchesse de Longueville, comtesse de Dunois et de Tancarville (1534-1537) - Reine d'Écosse (1538-1542) - Régente d'Écosse (1554-1560) | - Princesse de la Maison de Guise. Fille de Claude de Lorraine et d'Antoinette de Bourbon. - Mère de François III d'Orléans-Longueville et de Marie Stuart. |           |
|          | Marie II de Saint-Pol (1539-1601)           | - Jean de Bourbon (mariage en 1557) - François Ier de Nevers (mariage en 1560) - Léonor d'Orléans-Longueville (mariage en 1563) | - Comtesse de Saint-Pol (de plein droit, 1546-1601) - Comtesse de Soissons et d'Enghien (1557) - Duchesse de Nevers et comtesse de Rethel (1560-1561) - Duchesse d'Estouteville (de plein droit, 1560-1601) - Duchesse de Longueville, comtesse de Dunois et de Tancarville, princesse de Neuchâtel (1563-1573) - Régente de Neuchâtel (1573-1601) | - Princesse de la Maison de Bourbon. Fille de François Ier de Saint-Pol et d'Adrienne d'Estouteville. - Mère d'Henri Ier d'Orléans-Longueville, de François d'Orléans-Longueville et d'Antoinette d’Orléans-Longueville.                                                                                    |           |
|          | Catherine de Nevers (1568-1629)             | - Henri Ier d'Orléans-Longueville (mariage en 1588)                                                                             | - Duchesse de Longueville, comtesse de Dunois et de Tancarville, princesse de Neuchâtel (1588-1595) - Régente de Neuchâtel (1601-1617) | - Princesse de la Maison de Gonzague-Nevers. Fille de Louis IV de Gonzague-Nevers et d'Henriette de Nevers. - Mère d'Henri II d'Orléans-Longueville. |           |
|          | Louise de Bourbon (1603-1637)               | - Henri II d'Orléans-Longueville (mariage en 1617)                                                                              | - Duchesse de Longueville et d'Estouteville, comtesse de Dunois et de Tancarville, princesse de Neuchâtel (1617-1637) | - Princesse de la Maison de Bourbon-Condé. Fille de Charles de Bourbon-Soissons et d'Anne de Montafié. - Mère de Marie d'Orléans-Longueville. |           |
|          | Anne-Geneviève de Bourbon-Condé (1619-1679) | - Henri II d'Orléans-Longueville (mariage en 1642)                                                                              | - Duchesse de Longueville et d'Estouteville, comtesse de Dunois et de Tancarville, princesse de Neuchâtel (1642-1663) | - Princesse de la Maison de Bourbon-Condé. Fille d'Henri II de Bourbon-Condé et de Charlotte-Marguerite de Montmorency. - Mère de Jean-Louis d'Orléans-Longueville et de Charles-Paris d'Orléans-Longueville.                                                                                               |           |